# Сиббик, Тоби
Тоби Петер Сиббик (англ. Toby Peter Sibbick; родился 23 мая 1999 года, Лондон, Англия) — англо-угандийский футболист, защитник английского футбольного клуба «Бертон Альбион».

## Карьера
Является воспитанником «Уимблдона». За клуб дебютировал в матче против «Питерборо Юнайтед». В матче против резервной команды Тоттенхэма Хотспура оформил дубль. Всего за клуб сыграл 38 матчей, где забил 3 мяча.
2 июля 2019 года перешёл в «Барнсли». За клуб дебютировал в матче против «Фулхэма». 24 января 2020 года перешёл в аренду в «Харт оф Мидлотиан». За клуб сыграл всего два матча: против «Рейнджерс» и «Мотеруэлл». Пропустил две недели из-за травмы колена. Позже перешёл в аренду в «Остенде», но так и не сыграл ни одного матча. Свой первый гол забил в ворота «Кардифф Сити». Всего за клуб сыграл 56 матчей, где забил гол.
27 января 2022 года перешёл в «Харт оф Мидлотиан». За клуб дебютировал в матче против «Мотеруэлла». В матче против футбольного клуба «Селтик» получил две жёлтые карточки.

## Достижения
- Финалист Кубка Шотландии: 2021/22